# ISO 3166-2:KI
ISO 3166-2:KI est l'entrée pour les Kiribati dans l'ISO 3166-2, qui fait partie du standard ISO 3166, publié par l'Organisation internationale de normalisation (ISO), et qui définit des codes pour les noms des principales administration territoriales (e.g. provinces ou États fédérés) pour tous les pays ayant un code ISO 3166-1.

## Groupe d'îles (3)
```
KI-G
 
îles Gilbert

KI-L
 
îles de la Ligne

KI-P
 
îles Phœnix
```

Historique des changements
- 3 mars 2009 : Adjonction de la langue administrative gilbertin (-, gil)
- 3 novembre 2014 : Mise à jour de la Liste Source
- 18 décembre 2014 : Alignement de la forme courte française en minuscules avec UNTERM; mise à jour des remarques en français
- 27 novembre 2015 : Mise à jour de la Liste Source